# Герб Нової Ушиці
Герб Нової Ушиці — герб селища Нова Ушиця Хмельницької області затверджений на XV сесії селищної ради VII скликання від 17 жовтня 2019 року №1.
Базується на попередньому варіанті, який було затверджено 1 квітня 1994 року рішенням № 8 сесії селищної ради.

## Опис герба
Щит перетятий зеленим і червоним. У першій частині срібна квітка. У другій частині золотий замок.

## Критика
Герб помилково вінчає золота мурована корона замість червоної, що порушує "Методичні рекомендації з питань геральдики".
Також в щит внесено назву гербоносія та зображення замку в перспективі порушує основні принципи класичної геральдики.